# Koepel (bouwkunst)

Koepel van de Kathedraal van Florence

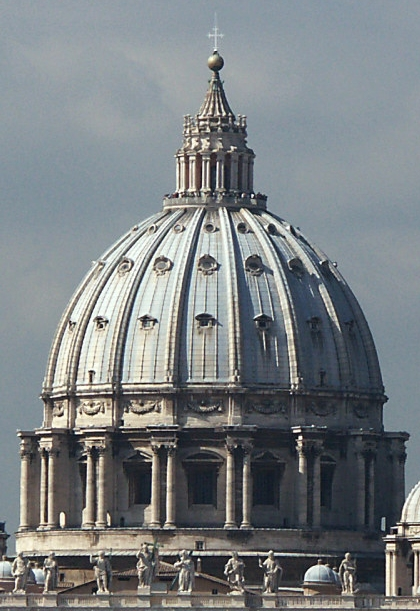
Koepel van de Sint-Pietersbasiliek

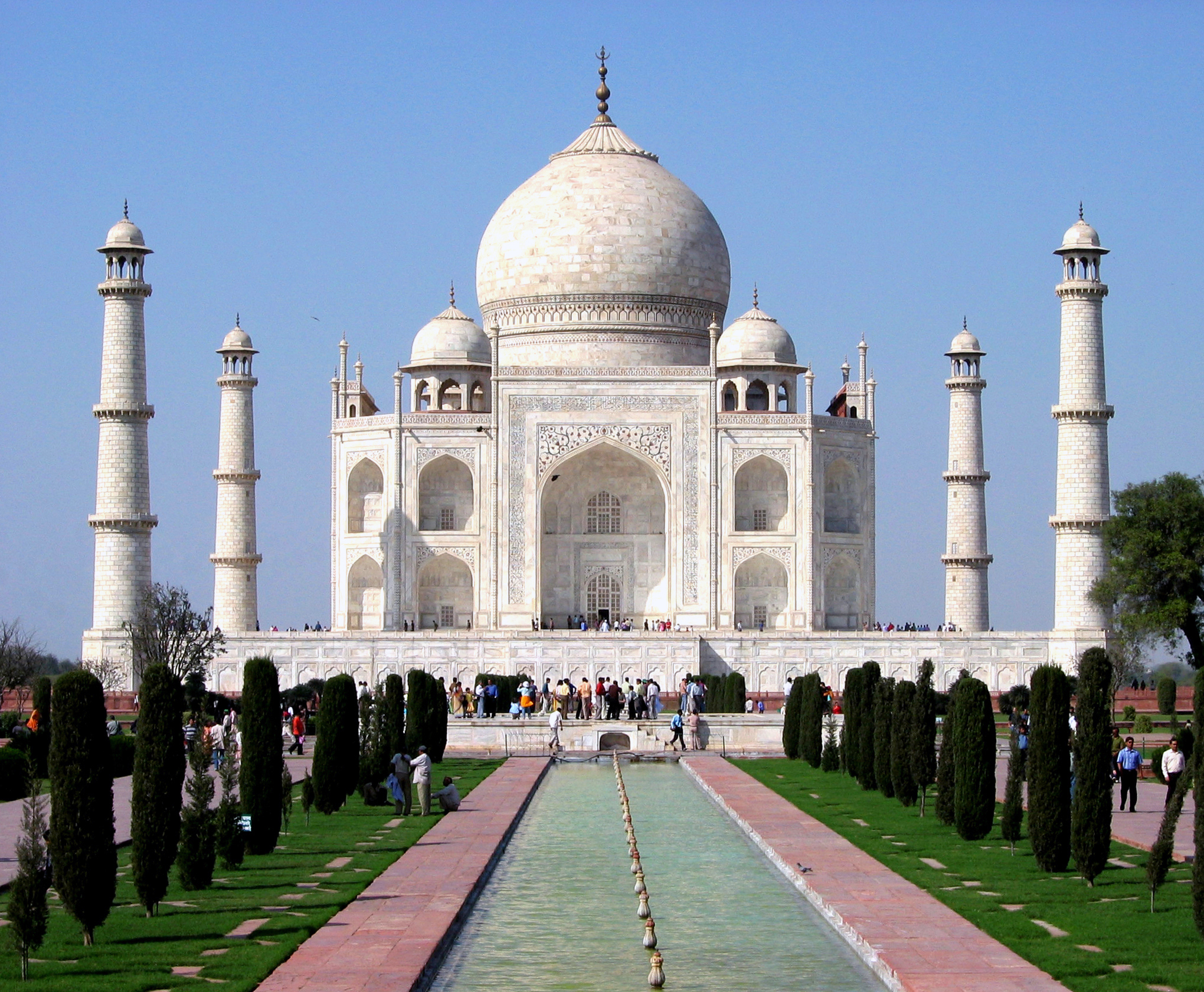
Vooraanzicht van de Taj Mahal.

Een koepel of dom is een element uit de architectuur bestaande uit een halve bol, een halve ellipsoïde of een uivorm. De grondslag van een koepel kan een cirkel, ellips, vierkant of veelhoek zijn. De koepel is meestal geplaatst op het dak van een gebouw. Soms vormt de koepel het gehele gebouw.

## Beroemde koepels
- 125 - Pantheon in Rome
- 537 - Hagia Sophia in Istanbul
- 691 - Rotskoepel in Jeruzalem
- 1312 - Soltaniyeh in Iran
- 1436 - Kathedraal van Florence
- 1502 - San Pietro in Montorio in Rome
- 1557 - Süleymaniye-moskee in Istanbul
- 1593 - Sint-Pietersbasiliek in Vaticaanstad
- 1616 - Sultan Ahmetmoskee in Istanbul
- 1653 - Taj Mahal in India
- 1659 - Gol Gumbaz in India
- 1708 - Hôtel des Invalides in Parijs
- 1708 - St Paul's Cathedral in Londen
- 1749 - Bodleian Library in Oxford
- 1858 - Izaäkkathedraal in Sint-Petersburg
- 1850 - Capitool in Washington
- 1907 - Nationale Basiliek van het Heilig Hart in Koekelberg
- 1953 - Graftombe van de Báb in Haifa
- 1965 - Reliant Astrodome in Houston
- 2000 - Millennium Dome in Londen

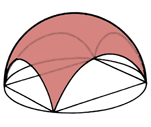
Hangkoepel
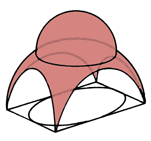
Pendentiefkoepel
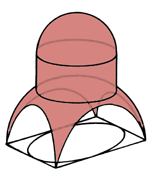
Pendentiefkoepel met tamboer